# Taquito

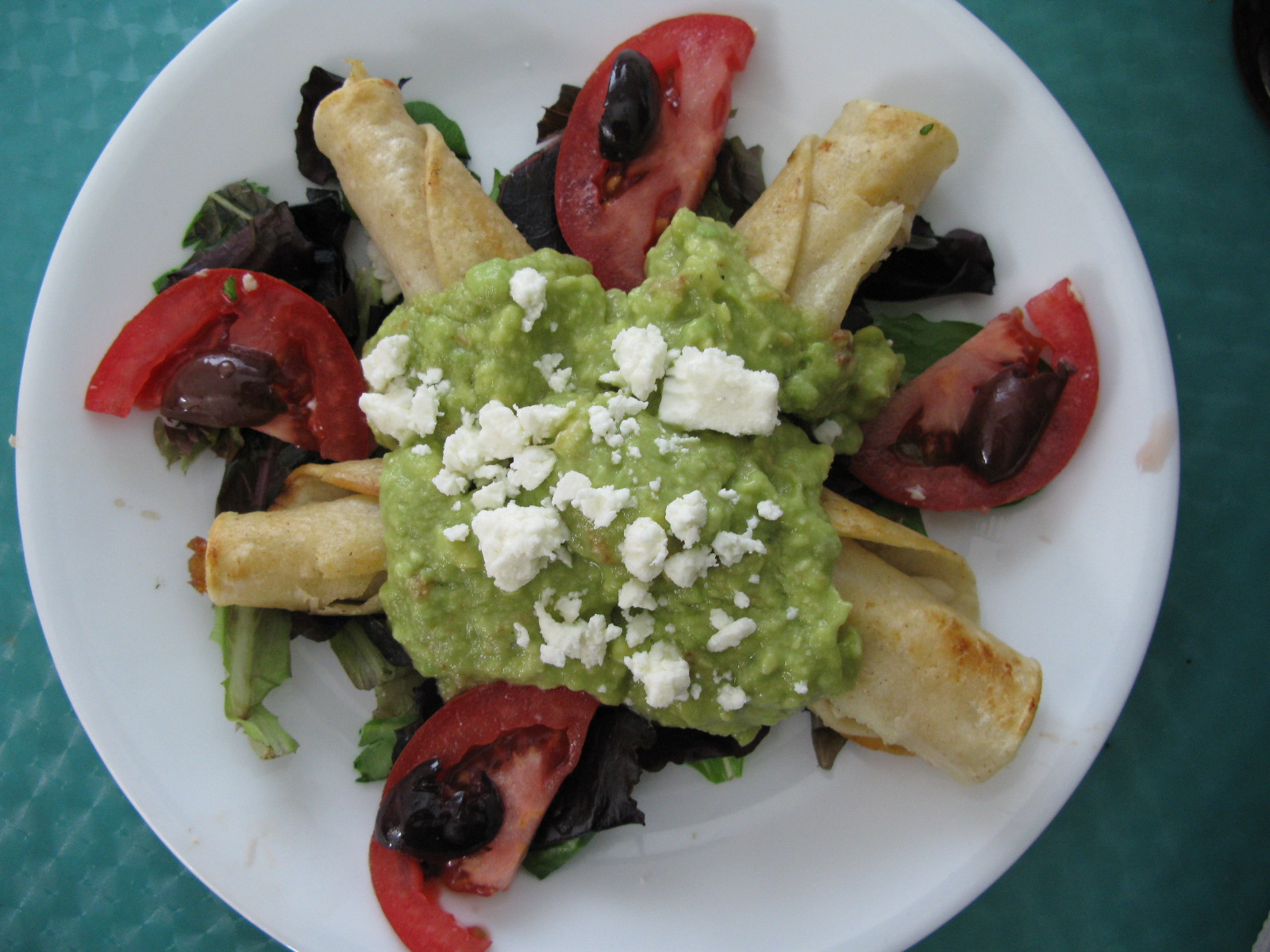
Taquitos mit Guacamole und etwas Feta

Taquitos (vom spanischen Diminutiv ‚Taco‘) sind eine mexikanische Vorspeise. 
Sie bestehen aus dem gleichen Teig wie Tacos bzw. Tortillas, sind jedoch kleiner und werden wie eine Zigarre gerollt. In mexikanischen Restaurants werden sie mit schwarzen Bohnen oder Hühnchenfleisch gefüllt angeboten. Als Dip wird meist Guacamole oder eine warme Käse-Chili-Sauce serviert.
Im südlichen Texas werden Taquitos auch als Frühstück, gefüllt mit Rührei, Schinken oder Chorizo, angeboten.